# Großengottern
Großengottern ist ein Ortsteil der Landgemeinde Unstrut-Hainich im Unstrut-Hainich-Kreis in Thüringen.

## Geografie
Großengottern liegt im nördlichen Thüringer Becken zwischen den beiden Städten Mühlhausen und Bad Langensalza. Die Ortslage von Großengottern liegt im Bereich des Innerthüringer Ackerhügellandes, der Norden und mit dem „Gotternschen Ried“ auch der Osten der Ortsgemarkung in der Unstrutaue zwischen Mühlhausen und Bad Langensalza. Die höchste Erhebung liegt daher mit 220 m ü. NN am Kammerforster Weg westlich des Ortes, die tiefste bei etwa 173 m ü. NN an der Unstrut im äußersten Osten der Gemarkung. Weitere Erhebungen sind zwei ehemalige Prallhangbereiche der Unstrut, der 193,3 m hohe Hopfenberg nordöstlich und der 193,6 m hohe Schalkenberg südöstlich des Ortes. Die Gotternsche Flur wird überwiegend landwirtschaftlich genutzt, es überwiegt Ackerbau. Pappelforsten befinden sich am Südrand des „Gotternschen Riedes“ und mit der Talsperre Großengottern, ein ursprünglich für die Bewässerung der Felder angelegtes Speicherbecken.

## Geschichte
Urkundlich erwähnt wird der Ort erstmals im Jahr 811. Nach Wolfgang Kahl fand die urkundliche Ersterwähnung von Großengottern am 13. März 1253 statt.
Im Bereich des Walpurgisfriedhofes befand sich einst eine Burgstelle. Die Kirche und der Friedhof befinden sich höchstwahrscheinlich auf dem Platz der mittelalterlichen Herrenburg. Das Torhaus vom Friedhof 1580 und der Kirchturm, 1494 erbaut, zeigen noch die Wehrhaftigkeit des Areals.
Der Mülverstedter Konvent des Wilhelmitenordens erwarb in der ersten Hälfte des 14. Jahrhunderts ein Grundstück in Großengottern, um hier ein Hospital einzurichten. Aus dieser Anlage ging vermutlich um 1347 die Dorfkapelle St. Andreas hervor. Im 15. Jahrhundert wird das Spital als „Leprosenhaus“ bezeichnet; es war eines der 39 bisher bekannten Leprosorien in Thüringen. Die Anlage wurde im 18. und 19. Jahrhundert durch Umbauten weiter verändert. Die Herren von Hopffgarten hatten das Anwesen zu einem Altersheim umgestaltet. Als letzte Bewohnerin ist eine als Katzenbertha bekannte Frau nachweisbar. Von 1958 bis 1990 war im ehemaligen Hospital ein Heimatmuseum untergebracht.
Die Herren von Seebach besaßen im Spätmittelalter und in der Frühen Neuzeit das Schultheißenamt verbunden mit Marktrecht und Burglehen in Großengottern.
Der Ort gehörte bis 1815 zum kursächsischen Amt Langensalza und nach seiner Abtretung an Preußen von 1816 bis 1944 zum Landkreis Langensalza in der Provinz Sachsen.
Am 4. März 1949 explodierte ein viermotoriges US-Versorgungsflugzeug für die Berliner Luftbrücke und stürzte zwischen Großengottern und Heroldishausen ab. Vier der fünf Besatzungsmitglieder konnten sich mit Fallschirmen retten, der Leutnant R. C. Stephens verlor das Leben. Er wurde 1999 durch Errichten einer Gedenktafel in der Nähe der Absturzstelle an einer Straße geehrt. Zur Zeit der DDR wurde der Absturz, soweit möglich, geheim gehalten.
Seit 1993 war Großengottern Mitglied und Verwaltungssitz der Verwaltungsgemeinschaft Unstrut-Hainich, deren Mitgliedsgemeinden sich zum 1. Januar 2019 bis auf Schönstedt zur Landgemeinde Unstrut-Hainich zusammenschlossen.

## Kirchen
- St. Walpurgis (Großengottern)
- St. Martini (Großengottern)
- St. Andreas (Großengottern)

## Politik
Der Rat der Gemeinde Großengottern bestand aus 14 Ratsfrauen und Ratsherren. Er wurde alle fünf Jahre neu gewählt.
| Sitzverteilung des Gemeinderates 2014Insgesamt 14 Sitze - CDU: 2 - FDP: 2 - FWG: 10 |                                             |                                             |        |          |        |          |        |          |        |          |        |        |  |      |      |
| Parteien und Wählergemeinschaften                                                   | Parteien und Wählergemeinschaften           | 2014                                        | 2014   |          | 2009   | 2009     |        | 2004     | 2004   |          | 1999   | 1999   |  | 1994 | 1994 |
| Parteien und Wählergemeinschaften                                                   | Parteien und Wählergemeinschaften           | Anteil a                                    | Sitze  | Anteil a | Sitze  | Anteil a | Sitze  | Anteil a | Sitze  | Anteil a | Sitze  |        |  |      |      |
| Christlich Demokratische Union Deutschlands                                         | CDU                                         | 13,5                                        | 2      | 14,8     | 2      | 52,3     | 8      | 48,9     | 7      | 42,2     | 6      |        |  |      |      |
| Freie Demokratische Partei                                                          | FDP                                         | 14,7                                        | 2      | 18,5     | 3      | 38,5     | 5      | 29,2     | 4      | 26,0     | 4      |        |  |      |      |
| Freie Wählergemeinschaft – Für unser Großengottern                                  | FWG                                         | 71,8                                        | 10     | 66,7     | 9      | —        | —      | —        | —      | —        | —      |        |  |      |      |
| Sozialdemokratische Partei Deutschlands                                             | SPD                                         | —                                           | —      | —        | —      | 9,2      | 1      | 21,9     | 3      | 31,9     | 4      |        |  |      |      |
| prozentualer Anteil ungültiger Stimmabgaben                                         | prozentualer Anteil ungültiger Stimmabgaben | prozentualer Anteil ungültiger Stimmabgaben | 4,2    |          | 4,0    |          | 5,0    |          | 5,4    |          | 5,2    |        |  |      |      |
| Sitze gesamt                                                                        | Sitze gesamt                                | Sitze gesamt                                | 14     | 14       | 14     | 14       | 14     | 14       | 14     | 14       | 14     | 14     |  |      |      |
| Wahlbeteiligung                                                                     | Wahlbeteiligung                             | Wahlbeteiligung                             | 50,7 % | 50,7 %   | 50,9 % | 50,9 %   | 54,8 % | 54,8 %   | 57,2 % | 57,2 %   | 76,4 % | 76,4 % |  |      |      |

Der ehrenamtliche und parteilose Bürgermeister Thomas Karnofka wurde am 14. September 1997 gewählt und zuletzt am 5. Juni 2016 mit 98,5 % der Stimmen wiedergewählt. Ortschaftsbürgermeister von Großengottern ist Thomas Schneider.

## Kultur und Sehenswürdigkeiten
- Evangelische Kirchen St. Martini und St. Walpurgis mit Pfarrhaus und Torweg zum Kirchhof
- Das ehemalige Spital „St. Andreaskapelle“ bestand aus dem Spitalhaus, der Kapelle und zwei Nebengebäuden. Bei der Kapelle handelte es sich um einen eingeschossigen Bau mit Satteldach. Über dem Westgiebel erhebt sich ein kleiner Glockenturm.[15]
- Dorfmuseum mit Rest einer Kursächsischen Postmeilensäule von 1729 im Hof. Der Ort hatte damals zum Herzogtum Sachsen-Weißenfels gehört. Das Dorfmuseum ist Teil einer größeren Anlage mit Ausstellung auch alter Landmaschinen und Trecker auf dem Gelände des „Hornhardtschen Ritterguts“. Zu sehen sind auch zwei der vier Motoren eines am 4. März 1949 bei Großengottern abgestürzten amerikanischen „Rosinenbombers“, der für die Luftbrücke von Westdeutschland in das von der Roten Armee blockierte Westberlin unterwegs war.
- Kriegerdenkmal für die Gefallenen beider Weltkriege
- Gedenktafel für einen beim Absturz eines US-amerikanischen „Rosinenbombers“ im März 1949 ums Leben gekommenen Flieger. Das 1999 errichtete Denkmal befindet sich etwa 3 km westlich von Großengottern am Kammerforster Weg, kurz vor dessen Kreuzung mit der Straße von Heroldishausen nach Seebach.

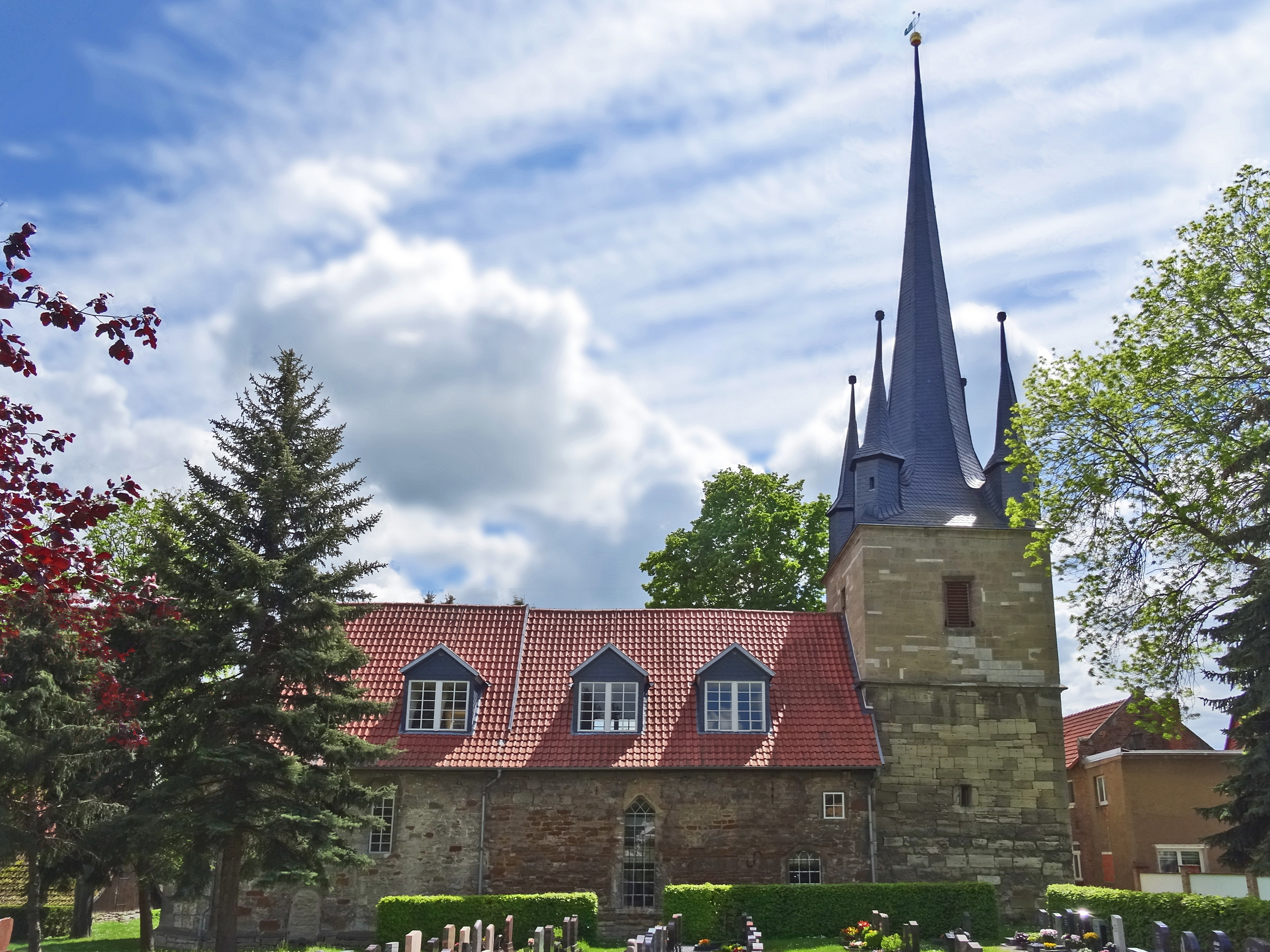
St. Martini
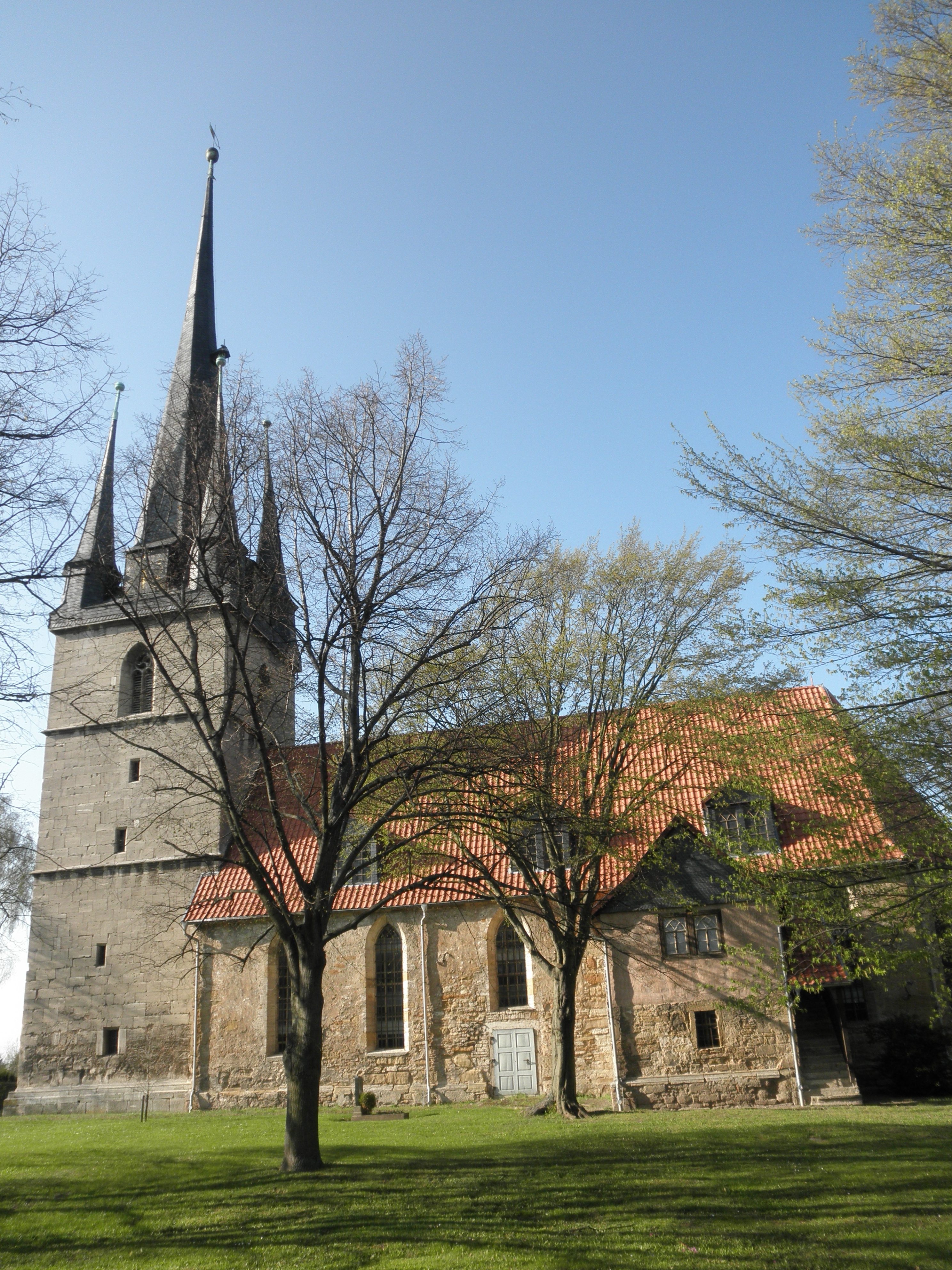
Evangelische Kirche St. Walpurgis
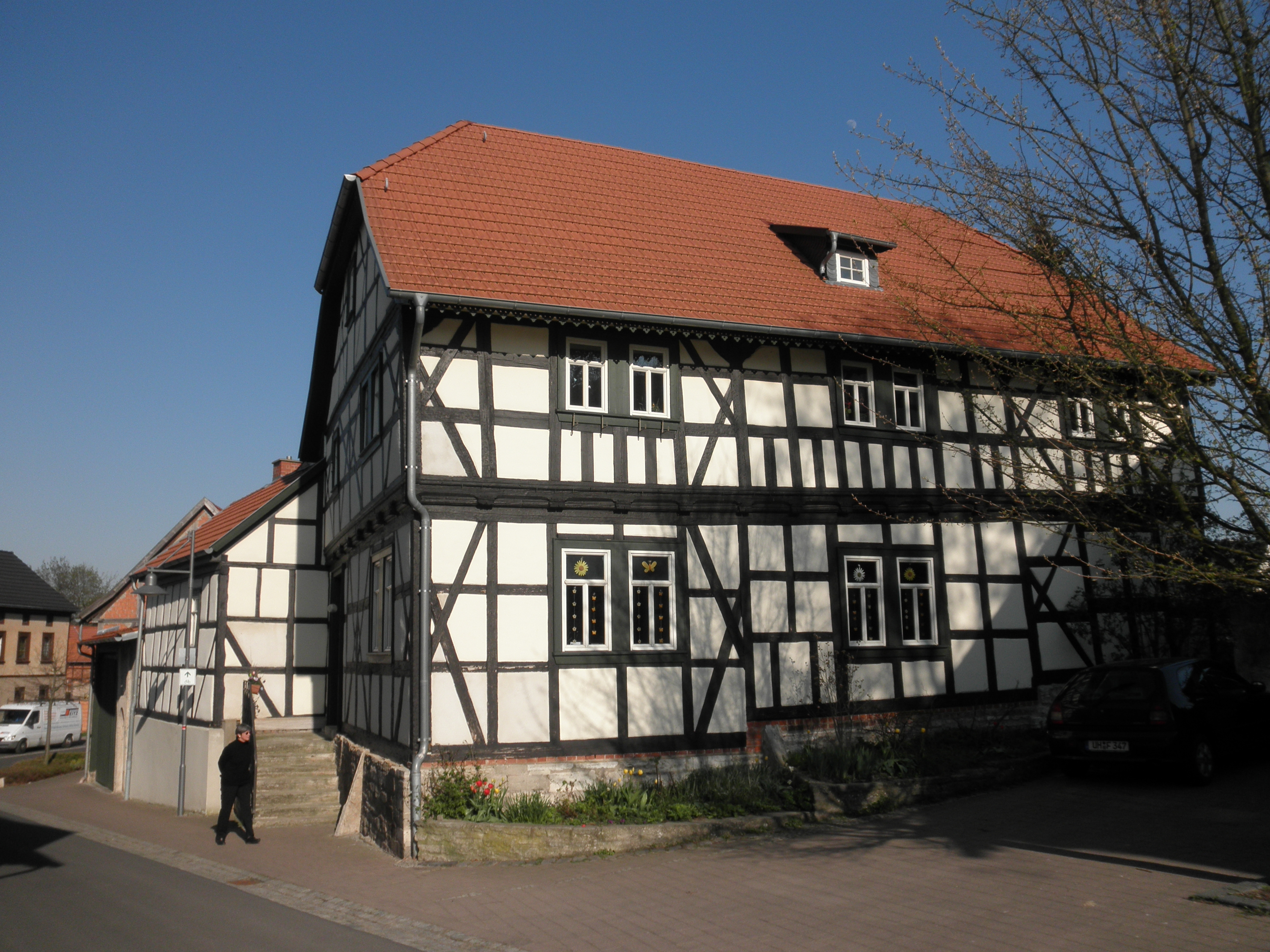
Pfarrhaus
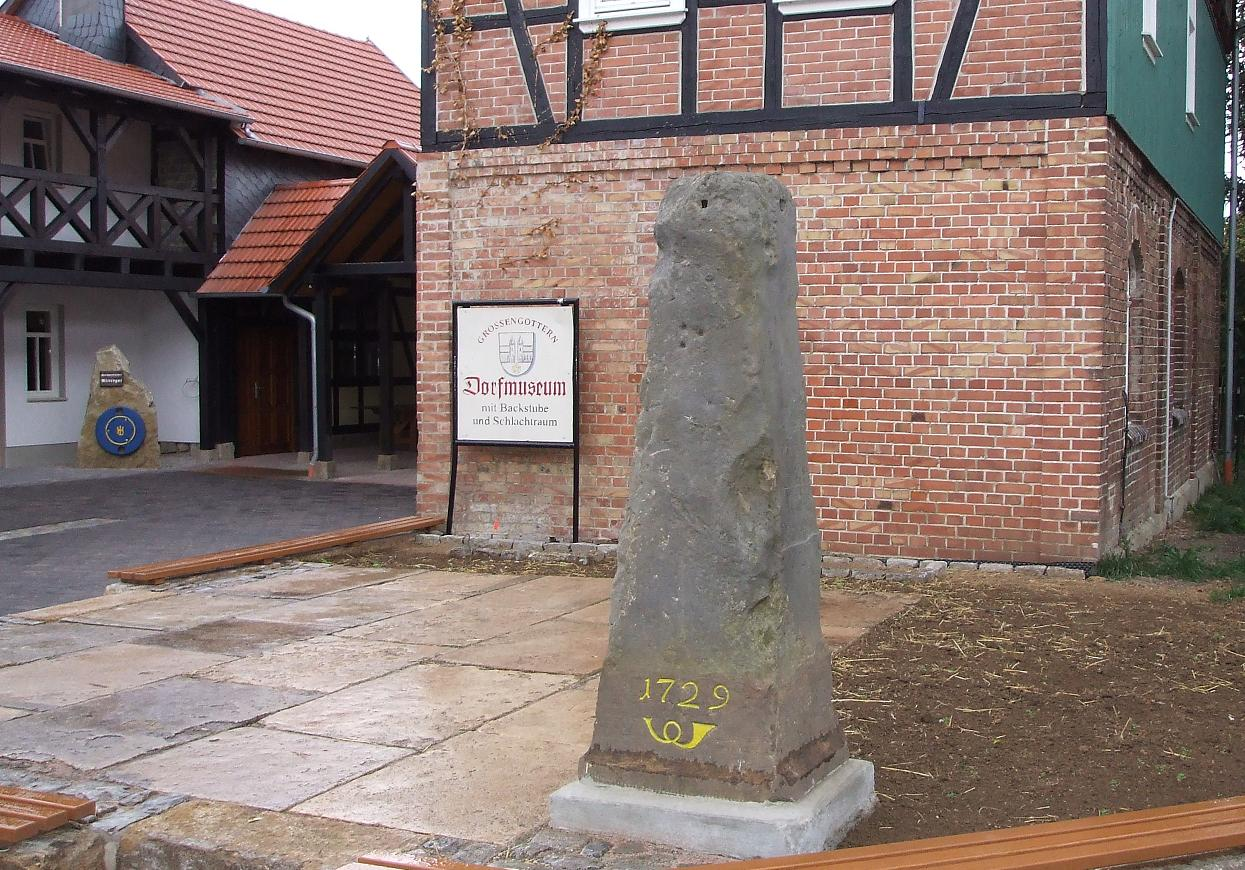
Rest der Kursächsischen Ganzmeilensäule im Museumshof
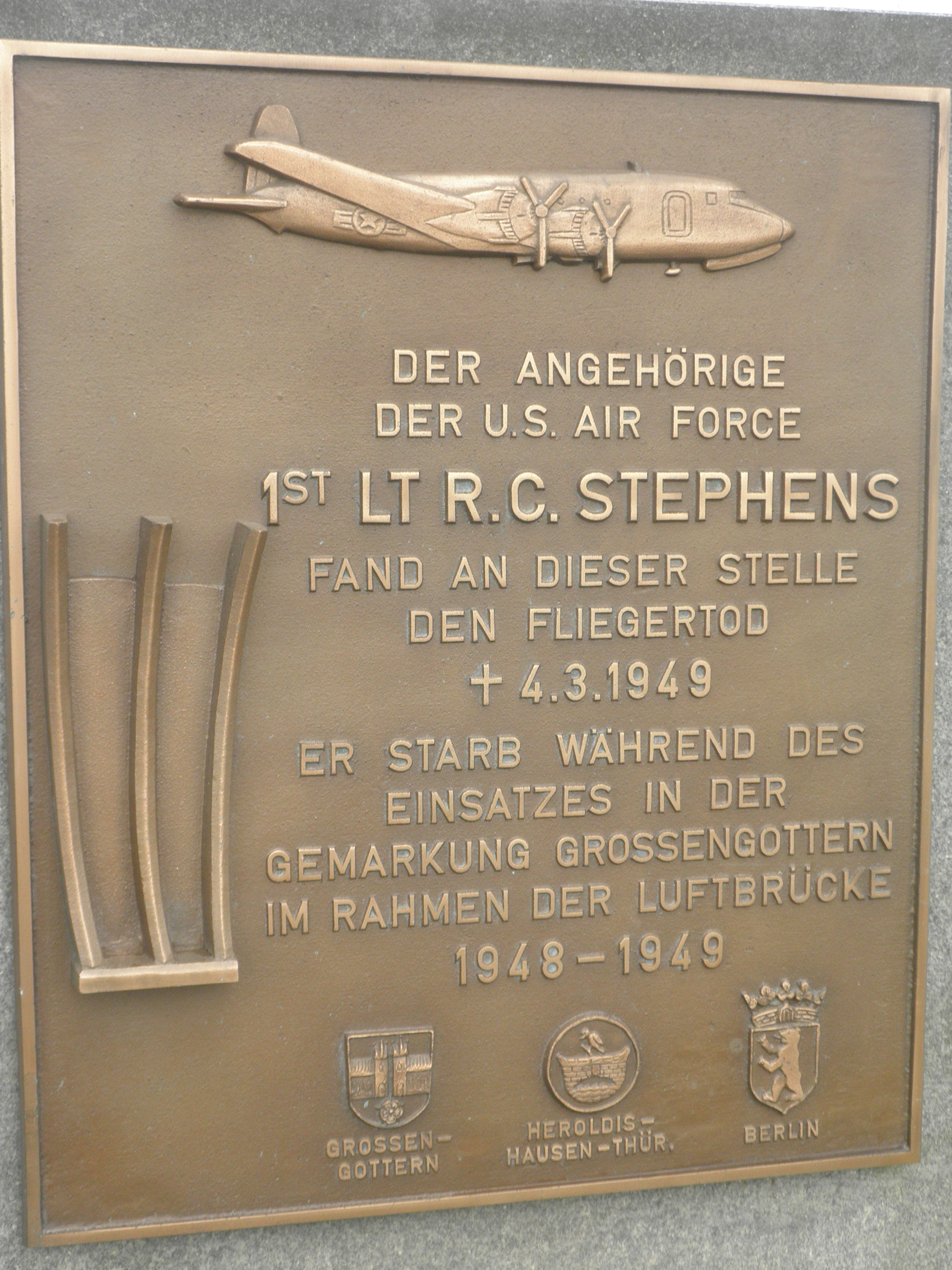
Gedenktafel für 1949 abgestürzten US-Piloten

## Wirtschaft und Infrastruktur

### Verkehr
Großengottern hat einen Bahnhof an der Bahnstrecke Gotha–Leinefelde. Durch den Ort führt die Bundesstraße 247, die eine gute Verkehrsanbindung gewährleistet, aber eine starke Belastung darstellt. Eine Ortsumgehung befindet sich seit 2022 im Bau und soll im Jahr 2025 eröffnet werden.

### Ansässige Unternehmen
- Creaton AG, Hersteller von Tondachziegeln
- F&T Solarpark Großengottern: errichtete 2010 für 6,5 Mio. Euro auf einer Fläche von 4,45 Hektar bei Großengottern eine Photovoltaikanlage, die eine jährliche Leistung von 2 Mio. Kilowattstunden erbringen soll.[17]
- Schweizer Sauerkonserven GmbH

## Persönlichkeiten
- Ludwig von Janus (1626–1693), Hofmeister und Wittumsrat
- Ernst Christian Hesse (1676–1762), Kapellmeister, Komponist und Gambist
- Joseph Franz von Roßler (1730–1808), königlich-sächsischer Generalmajor der Kavallerie
- Friderika Baldinger (1739–1786), Schriftstellerin
- Carl von Seebach (1809–1877), Kommunalpolitiker, Mitbesitzer des Wahlhofes in Großengottern
- Karl Ferdinand Haltaus (1811–1848), Historiker und Dichter
- Richard Haselbacher (1885–1918), Pfarrer und Politiker
- Uda Heller (* 1951), Politikerin (CDU), Bundestagsabgeordnete
- Olaf Rahardt (* 1965), Marinemaler, wuchs in Großengottern auf
- Uwe Reipert (* 1960), Heraldiker

## Sonstiges

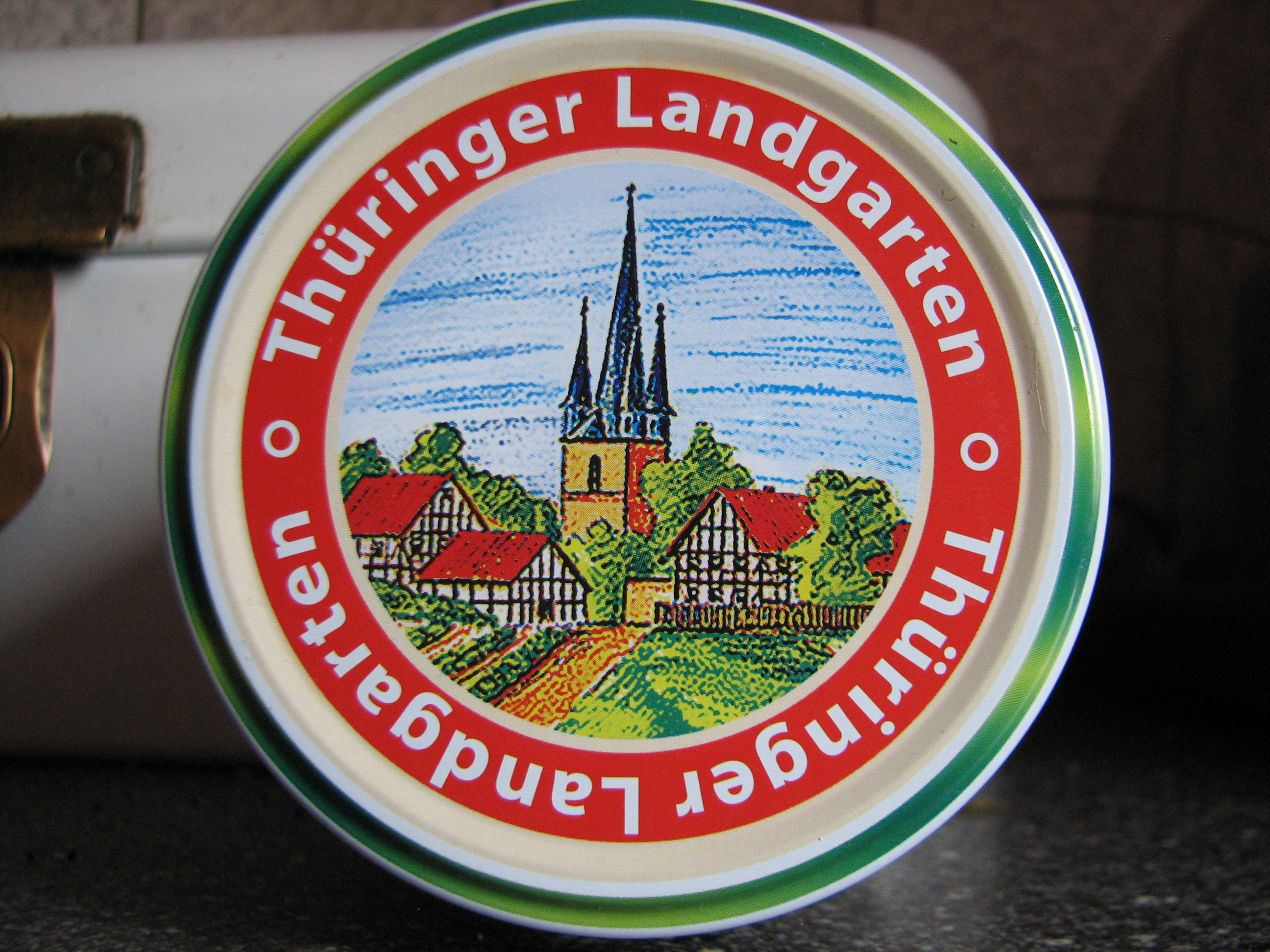
Gurkenglas-Deckel mit Ortsansicht von Großengottern und Kirche St. Walpurgis

- Das ortsansässige Unternehmen Schweizer Sauerkonserven GmbH verbreitet mit jedem seiner Thüringer Landgarten-Produkte eine Ansicht von Großengottern, in deren Mitte die Kirche St. Walpurgis zu sehen ist – und wirbt damit subtil für Großengottern.[18]
- Als Zeugnisse eines derben Volkshumors bildeten sich bereits vor Jahrhunderten Besonderheiten des jeweiligen Dorfes charakterisierende Neck- und Spitznamen heraus. Demnach lebten hier im Ort Grotengottersche Zippeltrater – Zwiebeltreter, auch Zippellatscher – Grund: im Ort war Zwiebelanbau weit verbreitet, damit diese nicht blühen wurden die Zwiebel umgetreten. Als Gottersche Bratwurst wird die Gewürzgurke bezeichnet.[19]